# فلسطين في دورة الألعاب الآسيوية للصالات والفنون القتالية 2017
شاركت فلسطين في دورة الألعاب الآسيوية للصالات والفنون القتالية 2017، وهي النسخة الخامسة من دورة الألعاب الآسيوية للصالات والفنون القتالية، والتي أقيمت في مدينة عشق أباد عاصمة دولة تركمانستان خلال الفترة من 17 سبتمبر (أيلول) 2017 وحتى 27 سبتمبر (أيلول) 2017 بمشاركة 4012 رياضي يمثلون 63 دولة أسيوية ويتنافسون في 21 رياضة مختلفة.

## اللاعبين المُشاركين
شاركت فلسطين في منافسات النسخة الخامسة من بطولة دورة الألعاب الآسيوية للصالات والفنون القتالية عام 2017 ببعثة رياضية تكونت من 19 لاعب منهم 17 لاعبًا من الرجال ولاعبتين فقط من السيدات يتنافسوا في 6 ألعاب رياضية هي رفع الأثقال وألعاب القوى والمصارعة وكرة القدم الخماسية والتايكوندو والسباحة. ويوضح الجدول التالي أعداد اللاعبين المُشاركين في الألعاب المختلفة، والذين مثلوا فلسطين في هذه النُسخة من البطولة:
| رياضة               | رجال | سيدات | المجموع |
| ------------------- | ---- | ----- | ------- |
| ألعاب القوى         | 2    | 0     | 2       |
| الرياضة الإلكترونية | 12   | 0     | 12      |
| كرة القدم الخماسية  | 0    | 8     | 8       |
| السباحة             | 2    | 1     | 3       |
| التايكوندو          | 1    | 1     | 2       |
| رفع الأثقال         | 3    | 0     | 3       |
| المصارعة            | 1    | 0     | 1       |
| المجموع             | 17   | 2     | 19      |

ويوضح الجدول التالي أسماء اللاعبين الفلسطينيين المُشاركين في الألعاب المختلفة خلال النُسخة الخامسة من دورة الألعاب الآسيوية للصالات والفنون القتالية 2017:
| الرياضة            | الرياضي                                                    | المنافسات                                                                                    | النتائج                                                                   |
| ------------------ | ---------------------------------------------------------- | -------------------------------------------------------------------------------------------- | ------------------------------------------------------------------------- |
| المصارعة           | ليث أو شريم                                                | الوزن تحت 74 كيلوغرام                                                                        | خرج من منافسات البطولة بعدما خسر مباراته أمام لاعب قيرغيزستان مسلم إيفلوف |
| السباحة            | دانيا نور                                                  | 50 متر صدر، 50 متر ظهر، 200 متر (متنوع)، 100 متر حرة، 200 متر صدر، 100 متر ظهر، 50 متر فراشة |                                                                           |
| السباحة            | أندرو قمصية                                                | 50 متر صدر، 50 متر ظهر، 200 متر (متنوع)، 100 متر حرة، 200 متر صدر، 100 متر ظهر، 50 متر فراشة |                                                                           |
| السباحة            | جورج الصوص                                                 | 50 متر صدر، 50 متر ظهر، 200 متر (متنوع)، 100 متر حرة، 200 متر صدر، 100 متر ظهر، 50 متر فراشة |                                                                           |
| التايكوندو         | ليان جابر                                                  | وزن 49 كيلوغرام                                                                              | خرجت من المنافسات بعد خسارة مباراتها أمام لاعبة الصين تايبيه بنتيجة 12-5  |
| التايكوندو         | يزن أبو زايدة                                              | وزن 58 كيلوغرام                                                                              | خرج من الدور الأول للبطولة بعد خسارته أمام بطل أفانستان بنتيجة 27-1       |
| كرة القدم الخماسية | منتخب فلسطين النسوي لكرة القدم الخماسية بقيادة نتالي شاهين | منافسات السيدات                                                                              | غادر البطولة بعد خسارته أمام منتخب تايلاند للسيدات بنتيجة 16-1            |

## النتائج
لم يتوج أي من اللاعبين الفلسطينيين المُشاركين في ذلك الموسم من البطولة بأية ميداليات، وجاءت نتائج اللاعبين على النحو التالي:

### في كرة القدم الخماسية
خاض منتخب السيدات الفلسطيني لكرة القدم للصالات مباراتين في منافسات النسخة الخامسة من دورة الألعاب الآسيوية الخامسة للصالات والفنون القتالية. تلقى المنتخب الفلسطيني للسيدات هزيمة ساحقة في المباراة الأولى أمام المنتخب الإيراني للسيدات بنتيجة 16-1، ثم تلقى في مباراته الثانية هزيمة أخرى بنفس النتيجة أمام منتخب تايلاند للسيدات ليغادر بذلك منافسات البطولة. كانت اللاعبة الفلسطينية نتالي شاهين هي صاحبة الهدفين الوحيدين للمنتخب الفلسطيني في كلا المباراتين.